# 蘇聯人權
蘇維埃社會主義共和國聯盟是一個極權主義國家，並由蘇聯共產黨內的少數成員把持整個國家的權力體系。蘇聯公民的參政權、選舉權以及其他人權皆普遍遭到壓抑；整個國家的人口亦在政府的規劃下被動員起來以支持國家的意識型態與政策。獨立的政治運動在蘇聯境內是不被允許的，其中包括人民自由組織工會的權利、組織私人公司的權利、創辦未受批准的教會（或宗教）的權利，甚或是組織反對政黨等自由權利皆被蘇聯政府以零容忍政策的態度回應。蘇聯堅定奉行馬克思列寧主義的政策亦大大限制了人民擁有私有財產的權利。然而蘇聯政府對於私有財產的不友善態度卻被1960年代的蘇聯人權運動家指摘為違背1936年蘇聯憲法的精神。該憲法亦明文保障人民有自由集會遊行的權利。

## 統治手段
蘇聯政府透過祕密警察與政治宣傳等方式維持統治權的穩固，並廣泛運用由國家控制的大眾媒體、個人崇拜、限制討論及批評政府的自由（言論自由）、大規模監控、政治清洗或迫害特定人物／團體等手段來箝制人民的思想。蘇聯共產黨更於1977年的蘇聯憲法中首度公開且正式地表明該黨於蘇聯國內擁有唯一的領導地位。

## 蘇聯的人權觀念以及司法系統
根據《世界人權宣言》，人權是「所有人與生俱來的基本權利及自由」，其中包括生命權、自由權、言論自由、公平受法律審判的權利；社會權、文化權、經濟權、參與文化權、糧食權、工作權以及受教權等亦屬人權的廣義範疇。
然而，蘇聯對於人權的認知觀念卻與西方的主流思想大相逕庭。在西方國家的法學理論中，個人才是人權制度的受益者，政府（或統治者）必須意識到這點，並不能任意侵害個人的自由權利；蘇聯法律卻持相反觀點。在蘇聯國內，蘇聯政府被認為是一切人權的權源。因此，蘇聯的司法系統將法律定位為政治的手足，並為統治權服務；法院則是政府的一個部門，鮮少享有獨立審判的權限。此外，蘇聯的秘密警察機關亦被賦與法院職權以外的獨立司法權（意即蘇聯秘密警察有權在未予人民公平審判的機會前即私自施以刑罰）。蘇聯的領導階層摒棄西方社會的法治、公民自由、司法正義以及保障私有財產等基礎價值；如安德烈·維辛斯基等蘇聯法學家更認為這些被西方國家所普遍認可的價值是「中產階級的道德標準」，因此不適用於無產階級專政的蘇聯。根據弗拉基米爾·列寧的想法，蘇聯人民法院的功能「並不是要消除恐懼（指政治肅清）.......而是要將之實體化，並透過立法手段有原則地落實」。
歷史學家羅伯特·康奎斯特將蘇聯的選舉制度形容為「一套虛幻的機構和協定把醜陋的現實用一張人臉來遮蓋：一部裝模作樣的憲法在最恐怖的時期被採用並宣稱保證人權；一場只有一位候選人的選舉，並有99%的人投票給他；和一個從來沒有人舉手投反對票或棄權票的議會。」蘇聯人權運動人士謝爾蓋·科瓦廖夫 (1930年)指出「知名的憲法第125條，列舉了蘇聯憲法所保障的所有公民權及參政權。」但當科瓦廖夫與其他人權運動者試圖援引該條文作為他們提出異議、評論政府的正當法律基礎時，起訴他們的檢察官卻辯稱：「憲法不是為你而寫的，而是為美國的黑鬼所制定的，如此一來他們才會明白蘇聯人民在這裡過著如此幸福快樂的生活。」
除此之外，蘇聯境內的犯罪行為會被定罪並不是出於違背法令而需以刑罰手段加以制裁的法政策考量，純粹是因為蘇聯政府認為犯罪行為會對國家及社會造成威脅。舉例而言，投機行為可能會被蘇聯執法當局認定為有害國家存續的反革命活動，並進而據此將罪犯處以死刑。1928年至1931年間的去富農化運動即是依據蘇聯民法的規定而發起的政治迫害。部分的蘇聯法律學者甚至認為刑事制裁的手段對於未犯罪者一樣適用。烏克蘭契卡的領導者馬丁·拉特西斯曾解釋道：「（執法者）無須檢閱檔案內關於被告的犯罪證據來決定他是以具體行動或是言論來詆毀蘇聯，只需訊問被告的社會階級、背景、教育程度以及他的職業即可。這些因素將會決定被告的命運。這即是紅色恐怖的意義及具體內涵。」
另外，公開審判的意義並不是為了要「彰顯犯罪的存在與否－該問題早在審判以前便已由黨領政府決定好了－而是要提供政府另一個政治宣傳的契機，以作為指導公民的教範（如莫斯科審判即為適例）。辯護律師必須是共產黨黨員，並且被要求將被告的罪刑視為理所當然，而不能積極為辯護行為......」。

## 發表政治言論的自由
1930年代及1940年代期間，蘇聯境內如契卡、國家政治保衛總局及內務人民委員部等秘密警察機關是主要負責施行政治迫害的機構。此外，蘇聯政府更廣泛運用由群眾組成的線民網路來為政府蒐集情報或舉報可疑的異議份子。
蘇聯的政治迫害主要針對「被認定」為蘇聯敵人的平民。這種迫害的論理基礎主要奠基於馬克思主義下的階級鬥爭思想。在無產階級專政的官方思想下，其他被馬克思主義認定為「無產階級的敵人」的社會階級皆應被打壓，甚至迫害，因此「迫害（或壓迫）」、「恐怖」以及其他措辭強烈的字眼皆成為蘇聯官方的正式用語。被祕密警察廣泛援引的迫害法源依據是蘇聯刑法第58條，關於「反革命罪」的罪責規定；該條除出現於俄羅斯蘇維埃聯邦社會主義共和國的刑法典中，亦大量成為其他蘇聯加盟國的成文法條。「社會主義之下的階級鬥爭加劇」亦是史達林式恐怖下的重要主張之一。

## 文學及科學研究自由
除憶詛咒在蘇聯是一種普遍且被嚴格執行的刑罰。這種規定促成了秘密出版物的興起，即民間廣泛抄寫、複印或散佈遭到政府管制的刊物或文學作品，其內容通常不利於蘇聯政府的統治。藝術、文學作品、教育以及科學研究皆須受到政府嚴格的意識型態審查，以確保這些創作皆是以服務無產階級的利益而產生的。社會主義寫實主義即是這種以目的論為導向下的典型產物，並以宣揚社會主義及共產主義為其終極目標。此外，所有社會科學的研究成果都要以歷史唯物主義為其研究方向。
所有自然科學皆是以辯證唯物主義為哲學基礎開展的。許多科學定律，如遺傳學、模控學與比較語言學等，皆在蘇聯境內遭到壓迫，並被冠以「中產階級的偽科學」的標籤。被許多學者認定為偽科學的李森科主義曾一度在蘇聯政府的農業及生物政策上受到採納。在1930年代及1940年代間，許多當代相當傑出的科學家均被蘇聯政府認為是階級敵人，並因此而遭羅織入罪，甚至下獄。部分科學家曾以囚犯的身分在實驗設計局內從事研究工作，並專責開發古拉格勞動營系統。
蘇聯境內所有的大型企業或機構內皆會設置第一部門，負責向國家安全委員會報告；此外，第一部門亦負責工作場所的保密工作及政治安全業務。
根據蘇聯刑法典的規定，以削弱蘇聯統治當局為目的而為煽動或宣傳者，處2年以上5年以下有期徒刑；流通詆毀蘇聯及其社會系統之文學作品者，處3年以上10年以下有期徒刑。

## 選舉權
根據社會主義的意識形態，蘇聯的政治系統是一套真正的民主制度，工人和士兵委員會（即蘇維埃）能夠在這套系統下充分代表勞動階級的意志。確切的來說，1936年蘇聯憲法更於條文中明文保障全民普選及不記名投票制。不過實務上，在1987年6月的選舉前，所有的候選人皆是由蘇聯共產黨中央圈選出來的。

## 經濟權
蘇聯政府允許人民有限度地擁有動產。多數的不動產則歸國家所有。衛生、住居、教育及糧食等社會福利的供給則皆仰賴工作場所的分工及高就業率來達成。
然而，在實際執行上，這些福利卻鮮少能完全被達成。舉例而言，1932年蘇聯大饑荒期間，估計約有超過500萬人因營養不良而死亡，即是上述社會福利供給失衡所造成的嚴重後果。1932年至1933年間的飢荒主要是因蘇聯農業集體化失靈所造成的。
經濟保護措施也同樣適用於年長者及身障人士，並以發給退休金及補助金等方式來實現社會福利。

## 集會與結社自由
蘇聯國內的集會自由及結社自由受到限制。工人不得組織工會，而所有現存的工會皆是由國家組成及控制的。所有政治青年運動組織，如先鋒運動與全聯盟列寧主義青年共產主義聯盟等，皆是為了協助落實共產黨的政策而存在的。參與未獲政府許可的政治團體可能會導致入獄。在勞動營內組織團體更可能導致死刑。

## 宗教自由

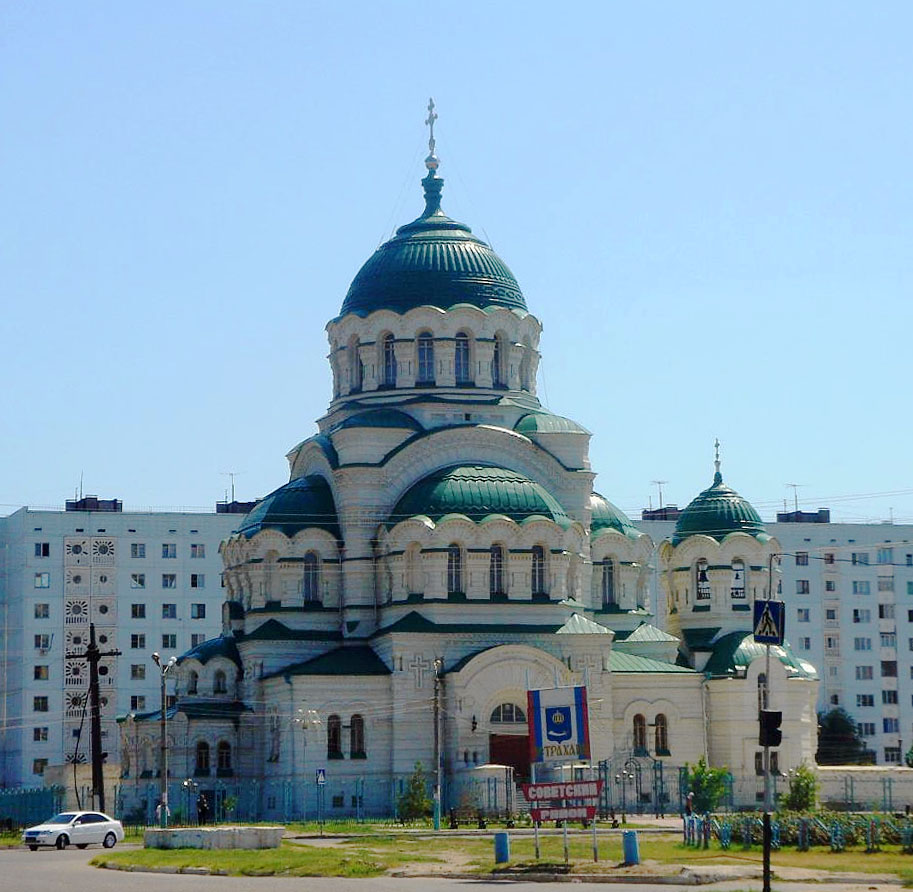
位於阿斯特拉罕的聖弗拉基米爾主教座堂，在蘇聯時期被當作公車站使用。

蘇聯倡導無神論。這種論調在實際執行上，往往會賦予政府沒收教會財產、嘲弄信仰、騷擾教徒以及在校園內宣導無神論等權力。然而，蘇聯政府對於特定宗教的態度卻是以國家的利益來決定的，而且組織最為縝密的宗教從未受到政府侵擾。
蘇聯政府經常以刑求、發配勞動營或精神病院，乃至於處決等方式來對待東正教祭司及其信徒。許多東正教神職人員及信徒都被處以思想再教育或折磨等刑罰，重則可能會被施以洗腦實驗，並企圖藉此方式來使信徒放棄其信仰（參見蘇聯精神病學的政治濫用）。
東正教及基督教信徒皆無法參與共產組織（如蘇聯共產黨及全聯盟列寧主義青年共產主義聯盟等），在職業的升遷上也會受阻。反宗教的政治宣傳行為受到蘇聯政府的公開支持與鼓勵，而教會卻無法獲得相應的發言機會。神學院被關閉，教會也被規定不得出版刊物。無神論的主張透過學校教育、共產組織以及媒體等渠道廣泛地被宣傳。

## 遷徙與旅行自由
蘇聯人民不得在未經政府核准的情況下擅自移民或前往外國旅遊。1970年代，為了獲取旅行自由而鬥爭的人們被稱為「отказник」。根據蘇聯刑法典的規定，受政府或有關當局通知歸國而不從者，為叛國罪，處死刑、10年以上15年以下有期徒刑，得併沒入私有財產。
蘇聯的護照系統亦限制蘇聯人民於各加盟國內自由移動。在蘇聯歷史中很長一段時間內，農民是沒有內部護照（指於各加盟國間移動時所需出示的護照）的，亦不能在未經許可下移入市鎮內。許多居民僅被容許居住於距市鎮101公里遠的地方。移動到保密行政區及國界等行為則是被嚴格禁止的。此外，意圖以不法之方式逃越邊界者，處1年以上3年以下有期徒刑。

## 人權運動
蘇聯境內的人權運動家經常遭到騷擾、壓迫及逮捕。在部分案例中，只有如安德烈·沙哈諾夫等高度知名的人權倡導者有能力繼續倡議蘇聯國內的人權運動。
蘇聯及其他東方集團國家於1948年聯合國《世界人權宣言》的表決中自行棄權，並表示該宣言「對於國家司法權的干涉甚高，甚至有侵犯國家主權的疑慮。」:167–169即便蘇聯與部分盟友確有簽署1966年的《經濟、社會及文化權利國際公約》及《公民權利和政治權利國際公約》，但這些公約在共產黨的箝制下既不為蘇聯大眾所知，執政當局亦從未認真看待之。西方國家政府在早期的緩和政策期間並不是那麼強調人權主張。:117
不過，一個組織更為縝密的人權運動於1960年代晚期及1970年代早期開始萌芽。該運動被稱為「權利保衛者」。該運動將一部名為《时事纪事》的秘密出版物公諸於世，並於1968年開始流通。
在接下來的數年內，越來越多人權團體興起。這些團體以提起訴訟、徵求請願書以及參與審判等方式來爭取權利。
華沙公約組織的八個國家皆於1975年8月簽署了《赫爾辛基協議》。該協議的第三類中包含了許多人權條款。1976至1977年間，數個名為「赫爾辛基觀察」的團體於莫斯科、基輔、維爾紐斯、提比里斯以及葉里溫等城市內成立，旨在監視蘇聯對於《赫爾辛基協議》的履行。:159–194該組織成功地統一了蘇聯境內各地的人權運動。:159–166類似的運動亦逐漸播散至蘇聯的衛星國中，如捷克斯洛伐克社會主義共和國內的七七憲章即為適例。

## 圖書
- . U.S. Government Printing Office. 1971.
- . U.S. Government Printing Office. 1982.
- . 時代雜誌. 21 February 1977, 109 (8): 28  [2016-05-12]. （原始内容存档于2021-02-25）.
- Applebaum, Anne (2003) Gulag: A History. Broadway Books. ISBN 0-767-90056-1
- Boim, Leon. . Review of Socialist Law. 1976, 2 (1): 173–187. doi:10.1163/157303576X00157.
- Chalidze, Valeriĭ. . New York: American Jewish Committee. 1971. OCLC 317422393.
- Chalidze, Valery. . Harvard Civil Rights-Civil Liberties Law Review. January 1973, 8 (1): 1–13  [2021-05-14]. （原始内容存档于2021-02-28）.
- Conquest, Robert (1991) The Great Terror: A Reassessment. Oxford University Press ISBN 0-19-507132-8.
- Conquest, Robert (1986) The Harvest of Sorrow: Soviet Collectivization and the Terror-Famine. Oxford University Press. ISBN 0-19-505180-7.
- Courtois, Stephane; Werth, Nicolas; Panne, Jean-Louis; Paczkowski, Andrzej; Bartosek, Karel; Margolin, Jean-Louis & Kramer, Mark (1999). The Black Book of Communism: Crimes, Terror, Repression. Harvard University Press. ISBN 0-674-07608-7.
- Daniel, Thomas. . Princeton, N. J.: Princeton University Press. 2001. ISBN 9780691048598.
- Dean, Richard. . Universal Human Rights. January–March 1980, 2 (1): 47–65. JSTOR 761802. doi:10.2307/761802.
- Fryer, Eugene. . Law and Contemporary Problems. Spring 1979, 43 (2): 296–307. JSTOR 1191202. doi:10.2307/1191202.
- Graubert, Judah. . Journal of Intergroup Relations. October 1972, 2 (2): 24–31  [2016-05-12]. （原始内容存档于2020-08-08）.
- Johns, Michael. . Policy Review. Fall 1987: 10–23  [2016-05-12]. （原始内容存档于2013-05-26）.
- Khlevniuk, Oleg & Kozlov, Vladimir (2004) The History of the Gulag : From Collectivization to the Great Terror (Annals of Communism Series) Yale University Press. ISBN 0-300-09284-9.
- Samatan, Marie.  [Human rights and repression in the USSR: mechanism and victims]. Paris: Seuil. 1980. ISBN 2020057050 （法语）.
- Pipes, Richard (2001) Communism Weidenfled and Nicoloson. ISBN 0-297-64688-5
- Pipes, Richard (1994) Russia Under the Bolshevik Regime. Vintage. ISBN 0-679-76184-5.
- Rummel, R.J. (1996) Lethal Politics: Soviet Genocide and Mass Murder Since 1917. Transaction Publishers. ISBN 1-56000-887-3.
- Szymanski, Albert. . Lawrence Hill & Co. 1984. ISBN 0882081586.
- Yakovlev, Alexander (2004). A Century of Violence in Soviet Russia. Yale University Press. ISBN 0-300-10322-0.

## 外部連結
- Crimes of Soviet Communists（页面存档备份，存于） — wide collection of sources and links.
- Chekists in Cassocks: The Orthodox Church and the KGB – by Keith Armes.
- G.Yakunin, l.Regelson. Letters from Moscow. Religion and Human Rights in USSR. – Keston College Edition.
- Love story under the H-bomb shadow – by K.E. Filipchuk and  Z.K. Silagadze.